# Грути (Перуђа)
Грути је насеље у Италији у округу Перуђа, региону Умбрија.
Према процени из 2011. у насељу је живело 599 становника. Насеље се налази на надморској висини од 508 м.